# Conférence de Québec (1944)
Pour les articles homonymes, voir Conférence de Québec.
 (février 2015).
La seconde conférence de Québec (nom de code : « octogone ») est une conférence militaire de haut niveau tenue au cours de la Seconde Guerre mondiale entre les gouvernements britannique, canadien et américain. La conférence, qui était la deuxième à avoir lieu à Québec après la conférence « QUADRANT » d'août 1943, a eu lieu du 12 au 16 septembre 1944. Les principaux représentants des Alliés étaient Winston Churchill, William Lyon Mackenzie King et Franklin Delano Roosevelt.
Les accords sont conclus sur les sujets suivants : les zones d'occupation alliées lorsque l'Allemagne nazie serait vaincue, le plan Morgenthau, la continuité de l'aide économique des États-Unis au Royaume-Uni et la participation navale du Royaume-Uni dans le conflit contre l’empire du Japon. Cette conférence a aidé les puissances alliées à élaborer un plan pour gagner la guerre.

## Contexte
En 1943, la Wehrmacht a perdu l’initiative stratégique à la suite de l’échec permanent de l’offensive pour capturer Stalingrad le 3 février après l’abdication des forces allemandes. La Kriegsmarine dans la mer Noire mène une bataille perdante pour conserver sa position stratégique sur la péninsule russe de Taman. De plus, l’opération Torch tire à sa fin, les forces de l'Axe tentent désespérément de retirer leurs troupes déployées en Afrique du Nord, ce qui libère la pression sur le canal de Suez, une source principale d’alimentation pour les Alliés. Le bilan pour les forces de l’Axe est donc négatif. D’ailleurs, les forces alliées en profitent et se préparent à une contre-offensive terrestre sur le continent européen.
Le Canada s’implique dans la guerre à la suite de sa sortie de la Grande Dépression de 1939, une semaine après le début des hostilités, avec moins de 10 000 soldats professionnels, dont 5 % étaient francophones. Ce nombre grossit ensuite à un million entre 1939 et 1945. Alors que la population du Québec représentait 30 % du Canada, le nombre de Canadiens français représentait seulement 20 % des forces armées canadiennes. Le développement de l’arme nucléaire au Canada joue un rôle important dans sa relation entre la Grande-Bretagne et les États-Unis. Ces recherches débutent en 1941 quand le comité anglais MAUD déclare la faisabilité de la confection d’une arme nucléaire au Cabinet de Guerre britannique. Une série de collaborations scientifiques entre la Grande-Bretagne et le Canada dans les domaines liés à l’effort de guerre, dont les domaines des explosifs, du radar, du sonar et des armes chimiques se met déjà en place. Le laboratoire de Montréal voit le jour en octobre 1942 sous la tutelle de deux agences de recherches le Département de Recherche Scientifique et Industrielle anglais et le Conseil national de recherche Canada.

## Négociations
L’une des décisions prises est celle du plan Morgenthau, créé par Henry Morgenthau, secrétaire du Trésor des États-Unis. Le plan visait à diviser le territoire de l’Allemagne à la suite de la victoire des Alliés en le transformant en territoire agricole et à s’assurer de bloquer toute forme de réarmement allemand dans les années qui suivraient la guerre. La seconde conférence de Québec servit à faire avancer les discussions portant sur l’Allemagne d’après-guerre, surtout l’acceptation commune entre les États-Unis et le Royaume-Uni des idées énoncées dans le plan Morgenthau. Pour Churchil, la décision de supporter les idées jugées extrêmes de Morgenthau est essentiellement provenue du besoin des Britanniques de recevoir de l’aide économique des États-Unis, ce qui fut d’ailleurs un sujet de débat lors de la Conférence.
La situation économique britannique est aussi un point central des discussions durant la seconde conférence de Québec. Le programme prêt-bail serve principalement à fournir du matériel de guerre aux alliés des États-Unis. C’est à Québec que Churchill et Roosevelt s'entendent sur l’aide matérielle et économique que les États-Unis apporteront aux Britanniques. Ces derniers profitent de cette aide pour faire face au conflit avec le Japon et les pays d’Asie du Sud-Est. La création du CPC (Combined Policy Committee) est aussi un résultat direct de la conférence de Québec, sa création visant l’orchestration des projets face aux avancées dans le domaine du nucléaire. 
Le rôle du Canada dans la seconde conférence de Québec était plus celui d’hôte que de stratège. La plupart des discussions ont lieu entre Roosevelt et Churchill. King servait d’hôte aux deux pays alliés. Cela est d’ailleurs critiqué au premier ministre du Canada, qui aurait failli à la tâche de défendre les intérêts canadiens. Cependant, l’importance d’afficher un front uni pendant la guerre évite la critique massive pendant le temps du conflit. 

## Conséquences
À la suite de la deuxième conférence de Québec, le soutien pour le plan Morgenthau chez les Américains baisse substantiellement, en grande partie à la suite de la fuite de son contenu aux médias, qui limogent cette décision[Quoi ?] pour ses ramifications extrêmes en rappelant les mesures punitives imposées à l’Allemagne après la Première Guerre mondiale. Les idées ayant découlé de cette conférence quant aux actions entreprises en Allemagne d’après-guerre sont ainsi abandonnées complètement au profit des décisions bien plus modérées prises à la conférence de Yalta. 
De plus, l’aide financière offerte par les États-Unis aux Britanniques à la suite de la conférence de Québec permet à ces derniers de continuer leurs efforts de guerre et sécurisant ainsi leurs intérêts nationaux sur plusieurs fronts, dont en Asie du Sud-Est dans le contexte de l’occupation japonaise. Cela permet aux Britanniques de consolider leurs efforts militaires combinés (voir Combined Chiefs of Staff), surtout face au Japon. Cependant, la réticence des politiciens américains et la transition subite entre les gouvernements Roosevelt et Truman cause la cession des prêts après moins d’un an, en concordance avec la fin de la guerre. Les conférences de Québec ont aussi un impact sur le développement de l’énergie nucléaire. En effet, ces pourparlers auront été à la base d’une coopération à long terme entre le Royaume-Uni, les États-Unis et le Canada. Ceux-ci travaillent dans le cadre du laboratoire de Montréal, puis à Chalk River pour de développer la technologie nucléaire sous la forme de réacteurs. Cela s’inscrit ainsi dans le cadre du projet Manhattan, qui mène au développement des bombes nucléaires déployées à Hiroshima et Nagasaki.

## Galeries d'images

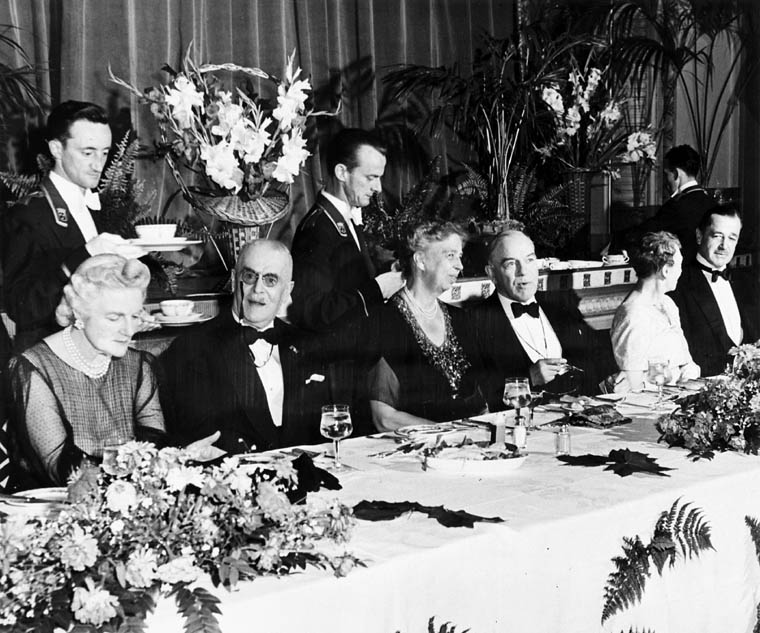
La réception du Premier Ministre au Château Frontenac.
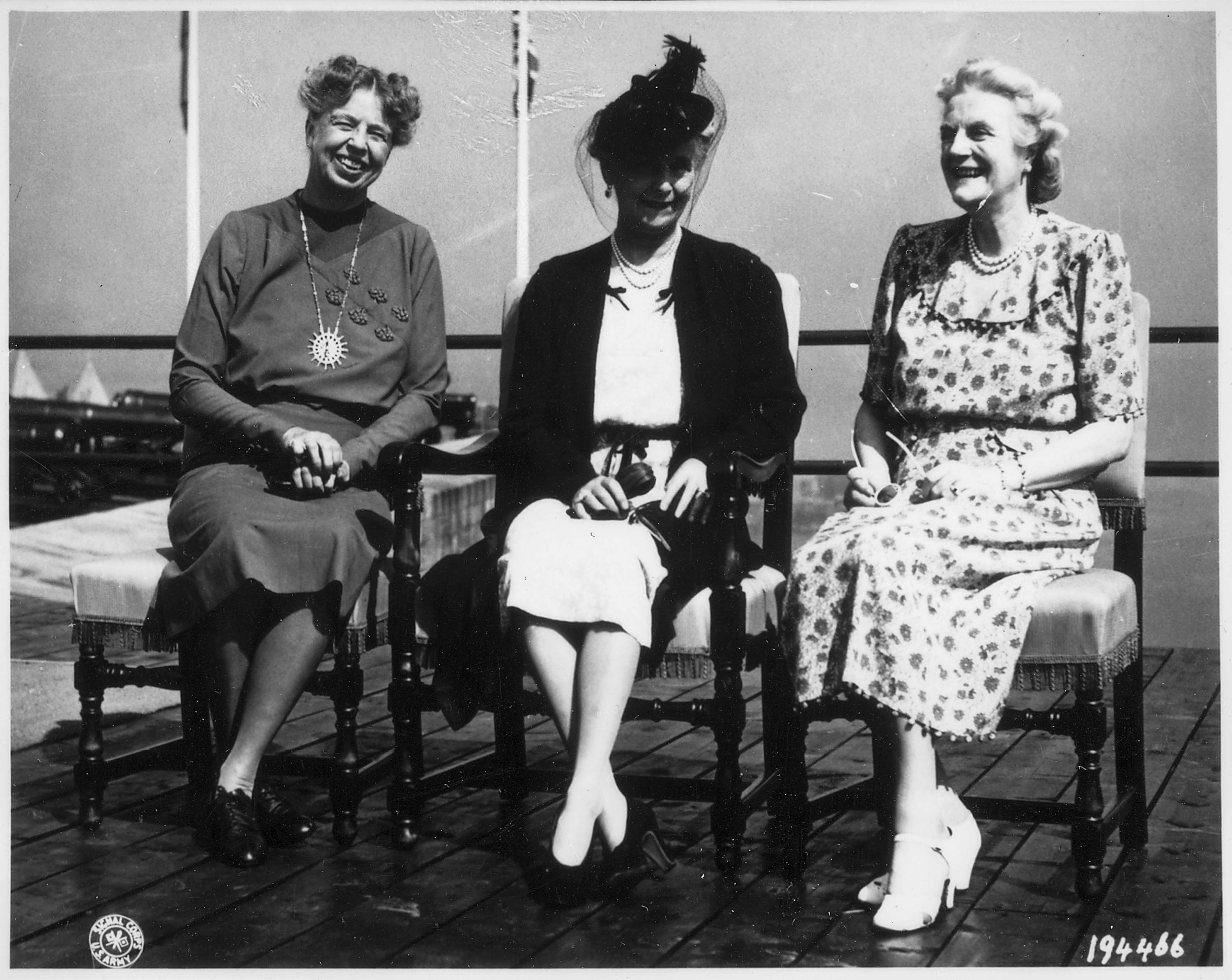
Eleanor Roosevelt, Alice Roosevelt Longworth et Clementine Churchill durant la seconde conférence de Québec.